# Colonia Chichco
Colonia Chichco är en ort i Mexiko.   Den ligger i kommunen Tepoztlán och delstaten Morelos, i den sydöstra delen av landet, 50 km söder om huvudstaden Mexico City. Colonia Chichco ligger 1 542 meter över havet och antalet invånare är 103.
Terrängen runt Colonia Chichco är varierad, och sluttar söderut. Runt Colonia Chichco är det ganska tätbefolkat, med 179 invånare per kvadratkilometer. Närmaste större samhälle är Cuernavaca, 18,0 km väster om Colonia Chichco. I omgivningarna runt Colonia Chichco växer huvudsakligen savannskog.